# 里道
里道（りどう）は、道路法の適用のない法定外公共物である道路である。公図上に赤色で着色することが義務づけられていたことから赤線（あかせん）、赤道（あかみち・あかどう）とも言う。
法定外公共物の道路であることから、公道のみが該当し、私道は該当しない。

## 概要
明治9年（1876年）太政官達第60号「道路ノ等級ヲ廢シ國道縣道里道ヲ定ム」により、道路はその重要度によって国道・県道・里道の3種類に分けられた。その後、大正8年（1919年）に（旧）道路法が施行され、いったん全ての道路は国の営造物（国有地）とされ、府県道は府県知事が、市町村道は市町村長が管理するようになった。その際、重要な里道のみを市町村道に指定したため、それ以外の里道については道路法の適用外で国有のまま取り残された形となった。
里道のままとされた道路は、小さな路地や農道、山道（林道、けもの道）などである。市町村道に指定された道路は市町村の道路台帳等に登記され、実質的な道路状態の管理や維持が行われたが、未登録の里道はその多くが公図に「赤線」（文字通り赤い線）で記載があるのみで、実質的な維持管理は周辺の住民任せで放置されていたのが実情であった。
公図上すなわち登記上は、長らく、所有者は国で、管理はその里道が所在する市町村が行うことになっていた。しかし、様々な手続きが繁雑になることから、2000年（平成12年）4月1日に施行された地方分権の推進を図るための関係法律の整備等に関する法律（地方分権一括法）に基づき、国土交通省所管の法定外公共物である里道のうち、2005年（平成17年）3月31日までに市町村から譲与の申請があった里道は、道路として機能している里道として、所有権が市町村に無償移譲された。これにより、道路として機能している里道の所有および維持管理は、引き続き市町村が行うことになった。
中には新道の開通で使われなくなったり、草木の進出や土砂崩れ等により通行不能になるなど、廃道状態のまま使われなくなった里道もあり、また、長年のあいだのうちに、山林や田畑、宅地の一部とされてしまっているものもある。2005年（平成17年）3月末までに市町村から譲与の申請がなかった里道については、道路として機能していない里道として同年4月1日に一括で用途廃止された上で、管理が財務省（各地方財務局）へ引き継がれた。なお、道路として機能していない建前なので、道路の実質的な維持管理は国は原則行わない（やはり周辺の住民任せ）ことになる。
このような道路として機能していない里道は公図上すなわち登記上は国有財産となっているが、それを事実上占有している者が財産管理上必要とする場合には、国（財務省）から払い下げを受けるか、または事実上の占有状態が10 - 20年を越え長年であれば公共用財産の取得時効を主張することになろう。